# Wehrdienstzeichen

Bandschnalle des Wehrdienstzeichens 3. Klasse

Bandschnalle 2. Klasse

Bandschnalle 1. Klasse

Die Wehrdienstzeichen ist eine militärische Auszeichnung der Republik Österreich. Sie wird in drei Klassen verliehen.

## Geschichte
Das Wehrdienstzeichen wurde am 10. Juli 1963 durch das Bundesministerium für Landesverteidigung unter dem Namen als Bundesheerdienstzeichen eingeführt. Die Umbenennung in  Wehrdienstzeichen erfolgte 1989.

## Verleihungskriterien
Das Wehrdienstzeichen wird Soldaten des Bundesheeres verliehen sofern die aufgeführten Bedingungen erfühlt sind:
- 1. Klasse: Verliehen an Berufssoldaten nach 25 Dienstjahre, wobei der Grundwehrdienst und der Ausbildungsdienst bis zum siebten Monat nicht mitgezählt werde. Verliehen an Soldaten des Milizstandes nach Ableistung von 300 Milizübungstagen, wobei Zeiten als Berufssoldat nicht mitgezählt werden.

- 2. Klasse: Verliehen an Berufssoldaten nach 15 Dienstjahre, wobei der Grundwehrdienst und der Ausbildungsdienst bis zum siebten Monat nicht mitgezählt werde. Verliehen an Soldaten des Milizstandes nach Ableistung von 180 Milizübungstagen, wobei Zeiten als Berufssoldat nicht mitgezählt werden.

- 3. Klasse: Verliehen an Berufssoldaten nach 5 Dienstjahre, wobei der Grundwehrdienst und der Ausbildungsdienst bis zum siebten Monat nicht mitgezählt werde. Verliehen an Soldaten des Milizstandes nach Ableistung von 61 Milizübungstagen, wobei Zeiten als Berufssoldat nicht mitgezählt werden.[1]

## Aussehen
Das Wehrdienstzeichen ist ein 35 × 35 mm großes achtspitziges Kreuz ist in Form eines Malteserkreuzes ausgebildet und zeigt zentral einen Bundesadler. Bei der 1. Klasse ist das Kreuz vergoldet und bei der 2. Klasse ist das Kreuz versilbert. Bei der 1. und 2. Klasse ist das Kreuz zudem schwarz emailliert. Die 3. Klasse besteht aus Bronze.  Wie in Österreich üblich wird die Auszeichnung am Dreiecksband an der linken Brustseite getragen. Das Dreiecksband und die Bandschnalle sind weiß mit zwei kornblumenblauen Streifen.